# 宮崎シティエフエム

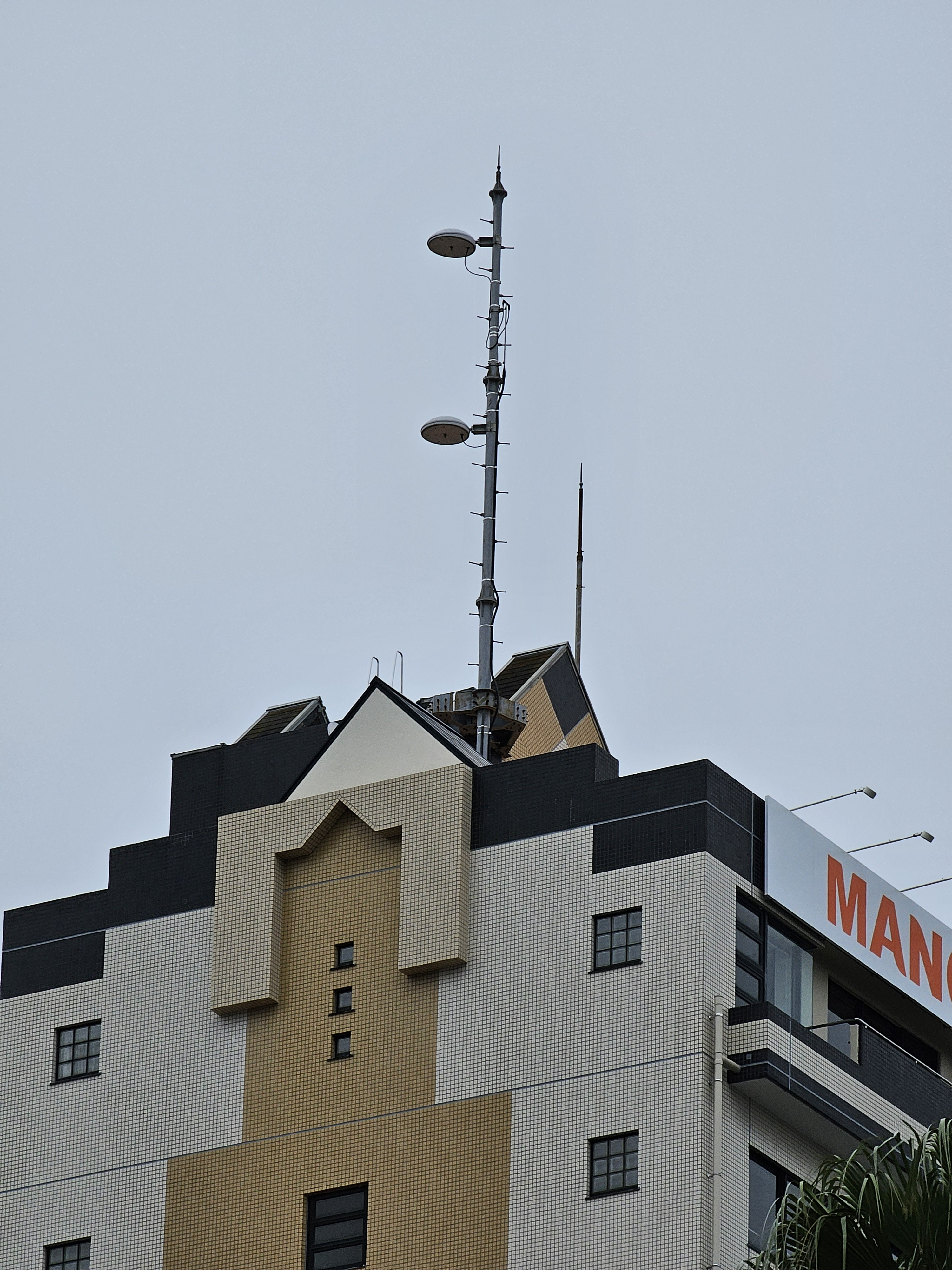
宮崎シティエフエムの送信アンテナ（2024年撮影）

宮崎シティエフエム株式会社（みやざきシティエフエム）は、宮崎県宮崎市の一部地域を放送区域とする超短波放送（FM放送）を実施していた一般放送事業者（現 民間特定地上基幹放送事業者）である。
City FM 77（シティエフエムななじゅうなな）の愛称でコミュニティ放送をしていた。
宮崎アーバンホテル、GAKUONユニティフェイス、地球クラブら宮崎市内の企業が出資し、宮崎アーバンホテル代表取締役である佐藤挙男が社長を務めていた。宮崎市のほぼ中心部にある宮崎アーバンホテル（2024年現在の宮崎マンゴーホテル）の屋上に送信アンテナを設置していた。

## 設立経緯
宮崎市内には1992年頃よりコミュニティ放送局設立の動きがあり、すでに「宮崎シティエフエム設立準備室」（Aグループ：現・宮崎サンシャインエフエム）があったが、別のBグループが「宮崎シティエフエム」の商号登記をし、株式会社として設立した。当時はこれに地元の広告代理店ワークショップが中心となった「FMサザン・ステーション」がCグループとして名乗りを上げ、三つ巴の争いにあったが、Cグループが降りた為、AグループとBグループの一本化調整が宮崎市によって行われた。
しかし1998年夏に至るまで一本化調整は難航。両グループは共に九州電気通信監理局（現・九州総合通信局）に免許を申請した。九州電監は同エリアでのコミュニティ放送局並立に難色を示したものの、同年12月25日、宮崎シティエフエムに予備免許が下され、3月10日に本免許を下した。

## 特色
先行局である宮崎サンシャインエフエムと差異化するため、全番組編成を都会的な構成にした。まず選曲に強いこだわりがあるJ-WAVEを再送信することで若年層の心を掴み、さらに県域FM放送局であるFM宮崎（JOY-FM）で当時活躍していた中神美智子、富永千香などのパーソナリティを看板DJに起用。地元で有名なS@KOも加わった。
送信所である宮崎アーバンホテル2階にスタジオを設け、さらに市内繁華街にあるショッピングセンター「AGAIN」にサテライトスタジオを構え、市民に直に触れ合うラジオを目指した。

## インターネット展開
オフィシャルサイトは、当時の宮崎県企業としては非常に先鋭的なデザインで構成されていた。2001年7月には地元のティーエヌエー・ インターネット・ソリューションズ株式会社から出資も受けて事業提携していた。
Webサイト「パワフルみやざき」とサイト合併後、ある日何の予告もなしに突然タイムテーブルすら確認することが出来なくなった。ところが放送は平常通り行われていた。

## 終焉
2005年9月30日、宮崎日日新聞社により次回放送免許の更新断念が報道され、同年10月31日をもって放送を終了した。原因は、経営状況の悪化と突然死去した代表者の後任が決まらず、会社として存続出来ない状態にあったことが挙げられている。放送免許の更新にはこれまでの実績や今後5年間の事業計画などの提出義務があり、申請期限である同年7月末までにそれを準備するだけの余力もなかったのが実情のようである。